# زوزو حمدي الحكيم
زوزو حمدي الحكيم (8 نوفمبر 1912  - 9 نوفمبر 2003 )، ممثلة مصرية.

## عن حياتها
ولدت في قرية سنتريس محافظة المنوفية عام 1912 ، تخرجت من المعهد العالي للتمثيل عام 1934، وعملت في الفرقة القومية التي كان يرأسها «خليل مطران»، وأحبها الشاعر إبراهيم ناجي، الذي قيل أنه كتب فيها قصيدته الرائعة الأطلال التي تغنت بها أم كلثوم.

### حياتها الأسرية
تزوجت من الصحفي محمد التابعي، ولكن لم يدم هذا الزواج طويلا تزوجت بعده مرة أخرى.

### حياتها الفنية
ساهمت في الإذاعة في أعمال عديدة في حياتها، وفي أوائل فترة الستينات القرن العشرين سافرت إلى الكويت وظلت هناك فترة 4 أعوام وساهمت بتأسيس المسرح في الكويت، عملت في العديد من المسرحيات مع الفنانة فاطمة رشدي مثل النسر الصغير واليتيمة ومروحة الليدي وندر مير، والملك لير. كما شاركت في العديد من المسلسلات التلفزيونية مثل أفواه وأرانب.
كما لعبت بطولة رائعة القدير صلاح أبو سيف ريا وسكينة في شبابها، ولعبت زوزو حمدي الحكيم دور الأم في رائعة شادي عبد السلام المومياء وهو الفيلم الذي ما يزال متصدرا قائمة السينما المصرية، وكانت في الفيلم نموذجا للأم الصعيدية الصارمة.

## روابط خارجية
- زوزو حمدي الحكيم على موقع IMDb (الإنجليزية)
- زوزو حمدي الحكيم على موقع الدهليز
- زوزو حمدي الحكيم على موقع قاعدة بيانات الأفلام العربية
- زوزو حمدي الحكيم على موقع ألو سيني (الفرنسية)
- زوزو حمدي الحكيم على موقع قاعدة بيانات الفيلم (الإنجليزية)
- زوزو حمدي الحكيم على موقع كينوبويسك (الروسية)